# Туннель под Ла-Маншем, или Франко-английский кошмар
«Туннель под Ла-Маншем, или Франко-английский кошмар» (фр. Tunnel sous la manche ou Le cauchemar franco-anglais, 1907) — французский немой короткометражный художественный фильм Жоржа Мельеса.

## Сюжет
Экран делится пополам. В правой его части — Париж. Президент Фальер дремлет в полотняном колпаке. В левой в Букингемском дворце под балдахином спит Эдуард VII. Оба видят во сне туннель под Ла-Маншем. Мы видим, как его прорывают рабочие с помощью сложных машин. Но сон кончается катастрофой. За завтраком оба правителя прогоняют инженеров, которые предлагают им построить туннель.

## Художественные особенности
- «[Фильм] хотя и отдаёт бульварщиной, явно не лишён оригинальности. <…> Добродушие и свободная ирония Мельеса делали фильм забавным…».[1].

## Критика
Американский кинокритик Джонатан Розенбаум назвал «Туннель под Ла-Маншем» одним из 100 его любимых фильмов.